# Ed Oliveira
Ed Oliveira (Castanhal, 19 de dezembro de 1972) é um ator brasileiro. Nascido em Castanhal, no Pará, reside no Rio de Janeiro devido ao ofício e é adepto a musculação.[carece de fontes?]

## Trabalhos
- 2022 - Pantanal - Caçador
- 2021 - Gênesis - Samuabum (rei dos amonitas)
- 2020 - Amor sem Igual - Matias
- 2017 - Apocalipse - Navalha
- 2017 - Novo Mundo - Líder do Grupo Que Agride Piatã
- 2017 - O Rico e Lázaro - Rato
- 2016 - Malhação: Pro Dia Nascer Feliz - Lopes
- 2016 - Velho Chico - Pai de Olívia
- 2015 - Totalmente Demais - Machado
- 2015 - Tim Maia: Vale o que Vier -
- 2014 - Império - Bigode
- 2013 - Salve Jorge - capanga de Lívia[2]
- 2012 - Avenida Brasil - Sandro [2]
- 2011 - Fina Estampa - Clint
- 2011 - Insensato Coração - Rubens[2]
- 2011 - Malhação - integrante da torcida organizada que sequestra Maicon (Marcello Melo Jr.) e Babi (Maria Pinna)
- 2010 - Passione - Marcão[2]
- 2010 - Escrito nas Estrelas - capanga de Gilmar (Alexandre Nero)
- 2010 - Na Forma da Lei - Avelino
- 2009 - Cama de Gato - Jair
- 2009 - Força-Tarefa - Segurança da Boate
- 2008 - Chamas da Vida (Rede Record) - Zé
- 2008 - A Favorita - Ramon[2]
- 2008 - Faça Sua História - Cabeça
- 2008 - Beleza Pura - Augusto
- 2007 - Duas Caras -
- 2007 - Paraíso Tropical - Cadelão / Valdir
- 2007 - Vidas Opostas (Rede Record) - Bolado
- 2006 - Cobras & Lagartos - Neném
- 2005 - Levando a Vida - Segurança da Loja
- 2004 - Senhora do Destino - José
- 2004 - Celebridade - Humberto / Manolo
- 2004 - Da Cor do Pecado - Nogueira
- 2000 - Laços de Família -
- 1997 - Mandacaru (Rede Manchete) - Bexiga

## Nocinema
- 2015 - Operações Especiais - Carrasco
- 2009 - Predileção (Curta Metragem) - Betinho
- 2008 - O Guerreiro Didi e a Ninja Lili - Brutamonte
- 2007 - Olga - Militante
- 2006 - A Máquina - Homem das Chaves
- 2006 - Trair e Coçar é Só Começar - Carregador
- 2009 - Embarque Imediato - Fausto
- 2004 - Um Show de Verão - Segurança
- 2000 - Xuxa Requebra - Pit Boy
- 1999 - Orfeu - Paraíba